# Iglesia Presbiteriana de Wickliffe
La Iglesia Presbiteriana de Wickliffe (en inglés, Wickliffe Presbyterian Church) es una iglesia histórica en 111 13th Avenue en Newark, condado de Essex, Nueva Jersey (Estados Unidos). Es de estilo románico richardsoniano y fue diseñado por William Halsey Wood. Fue construida en 1889. 
La iglesia de la avenida 13 reemplazó una iglesia utilizada anteriormente por la congregación en 2 Wickliffe Street, en Newark. Wickliffe Street se cruza con la avenida 13 a una o dos cuadras de distancia.
La iglesia fue demolida por University Heights Houses. Estaba ubicado en 13th Ave cerca de las calles Boston y Richmond. Lo que queda es una fachada con dos carteles del significado histórico, uno de 1992.